# Gospodarsko čudo
Gospodarsko čudo je pojam kojim se označuje razdoblje iznenađujuće velikog i dugog gospodarskog rasta u nekoj pokrajini, zemlji ili skupini pokrajina ili zemalja. 
Suvremena povijest poznaje nekoliko gospodarskih čuda: talijansko od poslije drugog svjetskog rata, njemačko i austrijsko iz 19. stoljeća i poslije 1945., japansko, Zlatno doba kapitalizma, grčko, čilsko, južnokorejsko (čudo na rijeci Han, Hangangui Gijeok), švedsko (rekordåren), španjolsko (el milagro español), Slavnih trideset (Trente Glorieuses) (Francuska), meksičko (desarrollo estabilizador), brazilsko (milagre econômico brasileiro), gruzijsko (kavkasko gospodarsko čudo), Slavnih trideset u Švicarskoj ili lokalno massachussetsko gospodarsko čudo.